# Diario de invierno (novela)
Diario de invierno es una novela autobiográfica del escritor estadounidense Paul Auster. Fue publicada en 2012 y traducida al español el mismo año por Benito Gómez Ibáñez para la editorial Anagrama.

## Argumento
Como el título nos adelanta, se trata de un diario personal de Auster (nacido en 1947), escrito en segunda persona en el invierno de su vida, cuando ha cumplido 64 años. El diario repasa toda una serie de experiencias vitales que le permiten demostrar que está vivo y cómo ha llegado al lugar donde se encuentra. La estructura del diario no es cronológica como marca el género, sino que las informaciones aparecen como un flujo de ideas sin demasiada relación. Ahora bien, en conjunto, todas estas ideas nos llevan a un punto concreto, el resultado de una vida y en cierto modo el miedo a dejar de existir, esta última reflexión está muy presente. A pesar de la carencia de estructura aparente, sí que podemos encontrar algunos temas concretos y muy definidos. Comienza analizando su niñez como toma conciencia de quién es, y a la vez remarca cómo, a pesar de los accidentes, el azar ha querido que continúe vivo, cosa que no puede explicar de gente que lo rodea. También aporta información de las casas donde ha vivido y las experiencias vitales que ha tenido que afrontar en cada una de ellas, en especial los años de formación que pasó en Francia y cómo se adaptó a la vida en este país. Los amores y las relaciones de pareja, así como las relaciones con familiares a partir de momentos clave de su vida: la muerte del padre, primero; de la madre, después; o de sus abuelos. Cuenta su primer matrimonio fallido, así como su segundo matrimonio, que lo lleva a relacionarse con una familia de ascendencia noruega de Minnesota y de cómo las costumbres y el ambiente de esta lo reconfortan. 
Algunas de las experiencias vitales que se recogen en este dietario se pueden seguir en muchas de las novelas que ha escrito. Por un lado, tenemos la omnipresencia del barrio de Brooklyn en particular, pero también de toda Nueva York. También está la presencia de la muerte, que lo marca mucho, como al protagonista de Sunset Park, el conocimiento de Francia que se puede encontrar en Invisible, gran parte de esta biografía se puede leer también en Leviatán, si bien en esta ocasión los hechos son explicados por Peter Aaron, un alter ego del mismo autor. La casualidad o los juegos de identidad también tienen presencia. Ahora bien, el resultado es de lo más innovador en la narrativa del autor, puesto que abandona la ficción para centrarse en una autobiografía sincera y próxima, con algunas limitaciones, pero que se atreve a la hora de explicar intimidades y de mostrar debilidades, por lo que el resultado final es una gran aproximación al autor.